# Oncopsis furvus
Oncopsis furvus är en insektsart som beskrevs av Anufriev 1977. Oncopsis furvus ingår i släktet Oncopsis och familjen dvärgstritar. Inga underarter finns listade i Catalogue of Life.